# Anne-Marie David
Anne-Marie David   (Casablanca, 23 de maig de 1952) és una cantant francesa.

## Biografia

### Dècada de 1970
El 1972, va interpretar el paper de Maria Magdalena en la versió francesa del musical Jesus Christ Superstar. També dobla les cançons de la pel·lícula per a la versió francesa. L'any següent, va rebre el Grand Prix International du Disc de l'Académie Charles Cros amb la cançó Aimer i el 1973 va guanyar el Festival d'Eurovisió per a Luxemburg amb la seva cançó Tu te reconnaîtras. La competició del 7 d'abril de 1973 es va convertir en una emocionant batalla a tres bandes. Al final de la classificació, David va quedar quatre punts per davant del grup espanyol Mocedades i sis punts per davant del britànic Cliff Richard.
També va guanyar un premi d'interpretació al World Festival Song a Tòquio.
Va representar França al Festival d'Eurovisió de 1979 amb el títol Je suis l'enfant-soleil i va quedar tercera, amb 106 punts, després del guanyador israelià Milk & Honey i l'espanyola Betty Missiego.

### Dècada de 1980
El 1981 viatja a Mysen (Noruega), a la Gala de 25è Aniversari d'Eurovisió, organitzada per la Norsk Rikskringkasting i la Unió Europea de Radiodifusió, a benefici de la Creu Roja, on també van cantar altres vencedors com Lys Assia, Jacqueline Boyer, Jean-Claude Pascal, Isabelle Aubret, Grethe i Jorgen Ingmann, Udo Jürgens, Sandie Shaw, Massiel, Lulu, Frida Boccara, Lenny Kuhr, Dana, Teach-In, Brotherhood of Man, Marie Myriam, Izhar Cohen i AlphaBeta, Milk & Honey, Johnny Logan i els Bucks Fizz. Va tornar a interpretar el tema Tu te reconnâitras, amb el qual havia guanyat el festival. Després d'aquesta gala, va ser contractada per a diverses actuacions a Escandinàvia. El 18 de febrer del 1982, a la Sala de concerts d'Oslo, va cantar a la cerimònia de cloenda del Campionat del Món d'esquí nòrdic en presència de la família reial de Noruega. A l'any següent, en aquest mateix país, rebrà el premi a la millor intèrpret estrangera.
El 1984 torna a el teatre, per interpretar la comèdia musical per a nens de Claude Bolling Le vent torubillon, que recull un gran èxit al teatre d'Angers al desembre d'aquest any. El 30 de març de 1985 torna a Noruega per formar part del jurat que tria el tema que aquest país portarà a la següent edició del Festival d'Eurovisió, a Göteborg. Les triades van ser les Bobbysocks, que van donar la primera victòria a Noruega.
Al febrer de 1987 va tornar a representar França en un altre prestigiós festival de la cançó, ara al Festival de Viña del Mar a Xile, amb el tema 2000 ans déjà, i va tornar a ser tercera, com a Eurovisió '79.
Després d'això es va retirar del panorama musical i va marxar a viure al camp, on es dedicà a la cria de cavalls entre el 1990 i el 2002.

### Dècada del 2000
Anne-Marie David retorna el 2004 amb un àlbum titulat Live à Charleroi.
L'any següent, Anne-Marie David va ser convidada per la televisió danesa (DR) a Copenhaguen, a l'espectacle Congratulations per festejar el 50è aniversari del Festival d'Eurovisió.
El 2006 feu una gira amb el seu espectacle Chansons. El 2010 va aparèixer el seu CD Federico, produït i escrit per Jean Renard. Aquest CD inclou dues noves cançons en castellà: Federico, en homenatge a Federico García Lorca i A mi Padre.

### Dècada del 2010
El 2011 va estrenar el seu maxi single Traces i el 2012 va fer una sèrie de 10 concerts a París al Théâtre du Temple per festejar els seus 40 anys de carrera.
Anne-Marie participa a la preselecció francesa al Festival de la Cançó d'Eurovisió 2013, amb la cançó Je manque de toi escrita per Pierre André Dousset i Jean Musy.
Anne Marie David crea el concepte Mon Cinéma Sans Image, una pel·lícula sense imatge. Associa les notícies de Stefan Zweig, la lectura del text per un actor amb talent, els elements sonors vinculats als efectes sonors d'una pel·lícula i la música expressiva de Jean Musy. Les lectures es fan a les fosques. La producció està signada per Jean Musy, el compositor de música de cinema. Mon cinéma sans image s'adreça també a un públic jove a través de contes infantils, realitzats per Jean Musy.
Va oferir un concert a Llemotges amb Corinne Hermès i Hervé Cristiani.
El 12 de novembre de 2013, Anne Marie va cantar a París a l'Alhambra. Durant aquest concert, va convidar artistes amics com Jean Vallée, Bernard Sauvat i Stéphan Rizon (el guanyador de The Voice 2012) Gilles Dreu, Violaine Guénec. Junts van interpretar duets.
Va estar present el 2015 a la vetllada especial Best-of, organitzada per la BBC a Londres per celebrar el 60è aniversari del Festival de la Cançó d'Eurovisió. Interpretà Tu te reconnaîtras en francès i en anglès.